# Until Dawn: Rush of Blood
Until Dawn: Rush of Blood es un videojuego de terror tipo juego de disparos sobre rieles desarrollado por Supermassive Games y publicado por Sony Interactive Entertainment, lanzado el 13 de octubre de 2016 en todo el mundo para PlayStation VR en PlayStation 4. Es un spin-off directo de Until Dawn y presenta al jugador montando una montaña rusa con temática de terror mientras disparas a objetos inanimados y enemigos vivos.

## Sinopsis
El juego es un spin-off directo de Until Dawn. El jugador juega en un carrito de montaña rusa mientras atraviesa un parque de diversiones de carnaval con temática de terror que se vuelve más intenso a medida que el jugador avanza en el juego. El juego presenta siete montañas rusas diferentes que presentan algunas de las mismas ubicaciones y personajes de sus hermanos, aunque con diferentes temas, y se cargan rápidamente de forma predeterminada con pistolas, aunque hay otras armas disponibles.

## Trama
El personaje del jugador comienza en un carnaval donde Dan T. (Larry Fessenden) instruye al jugador sobre cómo manejar los próximos niveles. Cuando el jugador está a punto de terminar el nivel. El Psycho aparece y cambia las pistas, lo que hace que el jugador termine en una cabaña, donde es atacado por el psicópata y sus secuaces. Antes de que el jugador pueda escapar de la cabaña, el Psycho obliga al jugador a inhalar gas que lo deja inconsciente.
Dan T. informa al jugador que el gas hará que el jugador vea cosas que no están realmente ahí, lo cual se prueba cuando un Psicosis gigante emerge al final del segundo nivel y 'se come' al personaje del jugador. Después de derrotar a un fantasma en un hotel, el jugador se enfrenta al psicópata y lo mata en una explosión.
A lo largo del juego, Dan T. pasa de ser un personaje alegre y solidario, pero a medida que el jugador avanza a través del nivel, su apariencia y personalidad cambia a la de un hombre trastornado y oscuro. Luego, el jugador mata a una araña gigante y escapa de los Wendigos (los principales enemigos del primer juego), antes de terminar en una caverna infernal, donde el jugador se enfrenta a Dan T. ahora una horrible bestia devoradora de hombres.
El jugador puede evitar los ataques de Dan T. el tiempo suficiente como para enviarlo a un pozo de lava, pero Dan T. es capaz de agarrar al jugador y arrastrarlo hacia abajo con él.
A medida que el jugador termina cada nivel, se muestra una secuencia en el mundo real donde el personaje del jugador está siendo atendido por Dan T. y después de terminar el nivel final, Dan T. informa al jugador que es posible que deban probar el procedimiento. unas cuantas veces más.
Si el jugador termina el juego en dificultad psicótica, se muestra una escena del juego original donde dos personas encuentran al jugador comiendo carne de un cadáver, la escena se muestra desde el punto de vista del jugador, lo que indica que el jugador era en realidad Josh. desde el primero hasta el amanecer.

## Desarrollo
Después del exitoso lanzamiento de Until Dawn, se rumoreaba que Until Dawn: Rush of Blood estaba en desarrollo en octubre de 2015, y se anunció por completo como un título para PlayStation VR en noviembre. También se anunció en diciembre que el juego también se desarrolló utilizando el motor de juego Decima que se modificó con la física de Havok de Until Dawn, y se presentó en PlayStation Experience el mismo mes.

## Recepción
Tuvo una crítica moderada por parte de medios especializados.